# اینتا
شهر اینتا (به روسی: Инта) در کشور روسیه و در جمهوری کومی واقع شده‌است.